# Homogenost i heterogenost
Homogenost i heterogenost su koncepti koji se odnose na uniformnost ili odsustvo uniformnosti supstance. Materijal koji je homogen ima uniformnu kompoziciju ili karakter. Heterogenom materijalu nedostaje uniformnost u jednom od tih kvaliteta.